# Stigler (Oklahoma)
Stigler é uma cidade localizada no estado norte-americano de Oklahoma, no Condado de Haskell.

## Demografia
Segundo o censo norte-americano de 2000, a sua população era de 2731 habitantes.
Em 2006, foi estimada uma população de 2814, um aumento de 83 (3.0%).

## Geografia
De acordo com o United States Census Bureau tem uma área de
5,7 km², dos quais 5,7 km² cobertos por terra e 0,0 km² cobertos por água.

## Localidades na vizinhança
O diagrama seguinte representa as localidades num raio de 20 km ao redor de Stigler.